# Nachal Amos
Nachal Amos (hebrejsky נחל עמוס) je vádí na Západním břehu Jordánu, v Judských horách a v Judské poušti.
Začíná v nadmořské výšce přes 700 metrů v Judských horách jižně od palestinské obce Tuqu' a od izraelské osady Tekoa. Postupně se zařezává do okolního terénu a vede k jihovýchodu skrz Judskou poušť, přičemž přijímá četná boční vádí. Z východu míjí izraelskou osadu Ma'ale Amos. Pak prochází hlubokým kaňonem, stáčí se k východu a ústí zprava do vádí Nachal Tekoa, které jeho vody odvádí do Mrtvého moře. Při soutoku stojí zbytky kaple, která tu vyrostla v roce 538 jako součást malého byzantského kláštera.